# بیلبیل-کازمالیار
بیلبیل-کازمالیار (به لاتین: Bilbil-Kazmalyar) یک منطقهٔ مسکونی در روسیه است که در شهرستان محرم‌کند واقع شده‌است.